# Lucjan Józefowicz
Lucjan Józefowicz (Uniejów, Polonia; 30 de junio de 1935-Lodz, 29 de septiembre de 2023) fue un ciclista especialista en pista y entrenador de ciclismo polaco.

## Carrera

### Equipo
Inició su carrera deportiva en Gwardia Łódź en 1951 hasta 1958, luego estuvo con el Broni Radom (1959-1961), Orkan Łódź (1962-1964) y Włókniarz Łódź (1965-1966). Ganó el campeonato polaco catorce veces: cinco veces en la modalidad de persecución individual de 4000 m (1958, 1960-1963), cinco veces en la carrera de persecución por equipos de 4000 m (1958, 1960, 1961, 1965, 1966), ganó tres veces en la carrera de 1000 m (1959, 1960, 1962) y una vez en carrera de larga distancia (1959). Además, también fue subcampeón polaco en 4000 m individual (1963) y por equipos (192, 1963, 1964) y medallista de bronce en modalidad tándem (1961 - con Jan Magiera), la de 1000 m (1961, 1963), 4000 m individual (1965) y por equipos (1959). También poseía el récord polaco, entre otros. 

### Internacional
No logró mucho éxito en el ámbito internacional. En los Juegos Olímpicos de Tokio 1964 fue eliminado en los cuartos de final de la carrera de persecución individual de 4000 m ante el eventual campeón olímpico Jiří Daler de Checoslovaquia. Participó en siete ocasiones en los campeonatos del mundo, ocupó el séptimo lugar tres veces (1963, 1964, 1965) y una vez el undécimo (1966) en la carrera por equipos, en la carrera de persecución individual de 4000 m, en 1958 y 1961 fue eliminado en la ronda de clasificación, en 1962 llegó hasta los cuartos de final, en 1963 quedó sexto, en 1964 quinto, en 1965 de 11º.

### Entrenador
Tras finalizar su carrera deportiva trabajó como entrenador en los clubes de Łódź Włókniarz (1967-1983) y Orzeł (1983-1984), y entrenó a Mieczysław Nowicki y Janusz Kotliński. 